# Cítia

Localização da Cítia (a laranja no mapa)

A Cítia foi uma região na Eurásia habitada na Antiguidade por um grupo de povos iranianos falantes de línguas iranianas conhecidos como citas, entre o século VIII a.C. e II d.C. A localização e extensão da Cítia varia com o tempo, da região dos Montes Altai onde as fronteiras de Mongólia, China, Rússia e Cazaquistão se encontram à região do baixo Danúbio na Bulgária. Os sacas eram citas asiáticos e eram conhecidos como sai (em chinês: ; em sinítico antigo: *sək) pelos chineses.
Os citas são citados pela primeira vez nos anais assírios como Iscuzai, onde são registrados como vindos do norte em algum momento por volta de 700 a.C., se estabelecendo na Ascânia e no moderno Azerbaijão até o sudeste do lago Úrmia. Os citas eram possivelmente um ramo dos Gimirru mencionados nos anais assírios aproximadamente na mesma época, da mesma forma que o historiador grego Heródoto de Halicarnasso descreveu os cimérios como uma tribo distinta, a população autóctone da costa norte do mar Negro, que foram expulsos pelos citas.
A mais importante tribo cita mencionada nas fontes gregas residia nas estepes entre os rios Dniepre e Don. Não existem textos em cita, mas os nomes pessoais da literatura grega e textos epigráficos sugerem que a língua dos citas e dos sármatas (que falavam um dialeto cita de acordo com Heródoto, Hist. 4.117), tinha forte similaridade com os bem documentados dialetos iranianos orientais como o sogdiano e o moderno osseto. Os povos subalternos nas estepes periféricas também eram referidos como citas, mas isso não significa necessariamente que eles falassem línguas iranianas como os citas verdadeiros. Prisco de Pânio, o emissário bizantino a Átila, se referiu repetidamente aos seguidores de Átila como citas. Alguns dos hunos devem ter tido ancestralidade cita.
Restos arqueológicos de citas incluem elaboradas tumbas contendo ouro, seda, cavalos e sacrifícios humanos. Técnicas de mumificação e camadas de terra congeladas tem ajudado na relativa preservação de alguns restos.

## Etimologia
Etimologicamente, em iraniano antigo saka, em grego scythai e em sogdiano sughde (também o mesmo nome para os sogdianos), assim como o nome bíblico em hebraico ashkenaz (a partir do sírio askuzai) parecem derivar de *skuza-, um hipotético termo iraniano para arqueiro, derivado da raiz proto-indo-europeia *skeud-, "atirar, arremessar".

## Sociedade cita

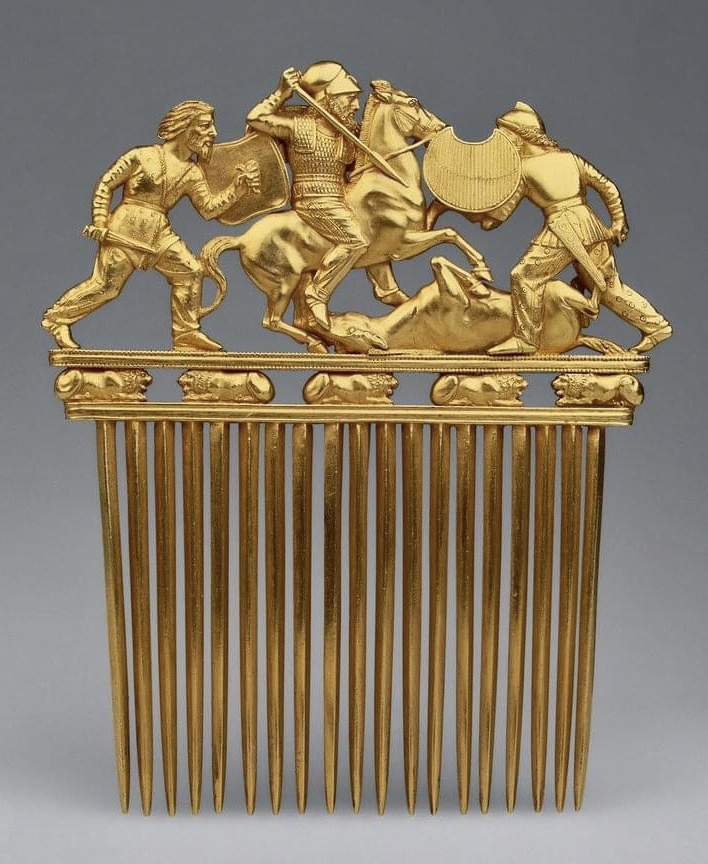
Pente cita

Os citas formavam uma malha frouxa de tribos nômades de pastores equestres e invasores. Eles invadiram muitas áreas nas estepes da Eurásia, incluindo áreas nos atuais Cazaquistão, Azerbaijão, sul da Ucrânia e da Rússia. Governados por um pequeno número de elites proximamente aliadas, tinham renome devido a seus arqueiros, e muitos ganhavam a vida como mercenários.
Os guerreiros citas tinham duas paixões: seu arco assimétrico que podia atirar a até 500 metros de distância e uma espada reta de dois gumes, cuja lâmina possuía setenta centímetros de comprimento. Ao lutar, montavam cavalos velozes e eram ferozes combatentes.

### Os citas na Bíblia
Os citas são mencionados na Bíblia no capítulo 38 do livro de Ezequiel. Nesta passagem da Bíblia o profeta usa o nome hebraico Magogue. O historiador judeu Flávio Josefo diz que os magoguitas eram chamados de citas pelo gregos (Antiguidades dos judeus 1.6.1)

## A grande guerra cito-ciméria
A Cítia foi muito importante na história eurasiana por que foi um desdobramento da guerra contra os cimérios que fez os citas avançarem sobre a Média e dominarem os medos por décadas, facilitando assim que o poder persa muito mais ambicioso pudesse conquistar o núcleo do mundo civilizado. A rápida  retirada cita depois de poucas décadas segundo Heródoto se dá por problemas domésticos (rebelião de servos), deixando a zona vazia de um grande poder. Esse vazio não dura muito por que os persas passam a ambicionar o império cito-médio e a conquistar nação por nação gerando o primeiro império eurasiano que conseguiu conquistar nações na Europa, Ásia e Norte do Saara (os medos não conseguiram esse feito graças aos lídios, que estavam no seu apogeu na altura meda).